# Venla
De Venla was een Finse televisieprijs die uitgereikt werd van 1983 tot 2010, vergelijkbaar met de Amerikaanse Emmy Awards. Vanaf 2011 werden de Venla-prijs en de Kultainen TV-prijs (Gouden tv-prijs) verenigd tot de Kultainen Venla-palkinnoksi (gouden Venla-prijs). De oorspronkelijke trofee werd ontworpen door Simo Salminen. In 2003 werd deze vervangen door een beeldje, ontworpen door Hannu Peltonen.
Twee jury’s (drama en entertainment) reikten prijzen uit in elf categorieën. De Yleisövenla ("Publieksprijs") werd door het publiek geselecteerd. Bovendien konden de beide jury’s ook een speciale Venla toekennen. Zodoende werden er jaarlijks 12 tot 14 Venlas toegekend.
De vijf grootste Finse televisiezenders namen deel aan het evenement: Yle TV1, Yle TV2, MTV3, Nelonen en Yle Fem. Het Venla-gala werd elk jaar in januari georganiseerd door een van de deelnemende televisiezenders.

## Categorieën
- Beste dramaserie
- Beste televisiefilm
- Beste dramaregisseur
- Beste dramascenario
- Beste actrice
- Beste acteur
- Beste muzikale serie
- Beste performer
- Beste entertainmentprogramma
- Beste spelprogramma
- Publieksprijs
- Speciale Venla